# Norbert Morin
Pour les articles homonymes, voir Morin.
Norbert Morin est un homme politique québécois, député libéral à l'Assemblée nationale du Québec. 
Il représente la circonscription de Montmagny-L'Islet de 2003 à 2007 et de 2008 à 2012, ainsi que celle de Côte-du-Sud dans la région de Chaudière-Appalaches de 2012 à 2018.

## Biographie
Norbert Morin est copropriétaire de la Boucherie Richard Morin à partir de 1990.
De 1986 à 2003, il est membre du conseil d'administration de la Caisse populaire Desjardins de la Rivière-du-Sud, du CLSC et du Centre d'hébergement et de soins de longue durée de Montmagny de 1997 à 2003 et de l'Office du tourisme de la Côte-du-Sud de 2000 à 2003.
De 1974 à 2002, il est conseiller municipal de Saint-François-de-la-Rivière-du-Sud, puis maire de 2002 à avril 2003. Il est élu député libéral à l'Assemblée nationale du Québec de la circonscription de Montmagny-L'Islet en 2003. Il est défait en 2007.
En juin 2007, il est élu maire de Saint-François-de-la-Rivière-du-Sud. Il démissionne cependant de ce poste le 15 décembre 2008 pour se représenter aux élections provinciales. Il est réélu député libéral dans Montmagny-L'Islet en 2008, puis dans Côte-du-Sud en 2012 et en 2014. Il ne se représente pas en 2018.